# پاین آیلند (فلوریدا)
پاین آیلند (به انگلیسی: Pine Island) یک منطقهٔ مسکونی در ایالات متحده آمریکا است که در شهرستان هرناندو، فلوریدا واقع شده‌است. پاین آیلند ۰٫۲۰ کیلومتر مربع مساحت و ۶۴ نفر جمعیت دارد و ۱ متر بالاتر از سطح دریا قرار دارد.